# Amin al-Dawla Abd Allah Khan
Amin al-Dawla Abd Allah Khan Sadr al-Isfahani (Esfahan 1779- Nadjaf 1847) fou un polític persa, primer ministre sota Fath Ali Shah (1707-1834).
Ocupava un càrrec administratiu; després fou governador d'Esfahan (1806-1824) càrrec que després del 1813 va compaginar amb un càrrec administratiu de la cort i va rebre el títol d'Amil al-Dawla poc després. El seu pare Muhammad Husayn Khan va arribar a cap comptable de la cort el 1819 a la mort de Mirza Safi Aliabadi, i a la mort del seu pare el fill el va succeir en el càrrec i va rebre el títol de Nizam al-Dawla; el seu oncle Hashim Khan Bakhtiyari va exercir en aquests anys el govern delegat d'Esfahan; les queixes contra aquest darrer van fer que el shah ordenés que fos detingut i cegat, i va fer dimitir a Abd Allah Khan com a primer cap i governador (1824/1825).
Amin al-Dawla va reaparèixer aviat en ocasió de la segona guerra russo-persa de 1826-1828, amb el suport dels ulemes més radicals i després del tractat de Turkmantxai (1828) va substituir al desacreditat Asaf al-Dawla, restant al càrrec de primer ministre fins a la mort de Fath Ali Shah el 1834. aquest període va veure l'increment del poder dels governadors provincials. A la mort del shah va intentar oposar-se a l'accés al poder de la facció rival però no ho va aconseguir. La revolta d'Esfahan el 1835 dirigida per Lufti Ramazan Shah però instigada per Amin al-Dawla va fracassar. La caiguda del primer ministre Kaim Makan el 1836 li va retornar l'esperança de recuperar el poder però aquest va passar a Hadjdji Mirza Akasi i l'administració fou purgada dels elements que li eren favorables; les seves propietats a Esfahan foren confiscades en bona part i finalment va acceptar exiliar-se a Nadjaf on va viure els darrers anys fins a la seva mort el 1847.